# Enhjulingshockey

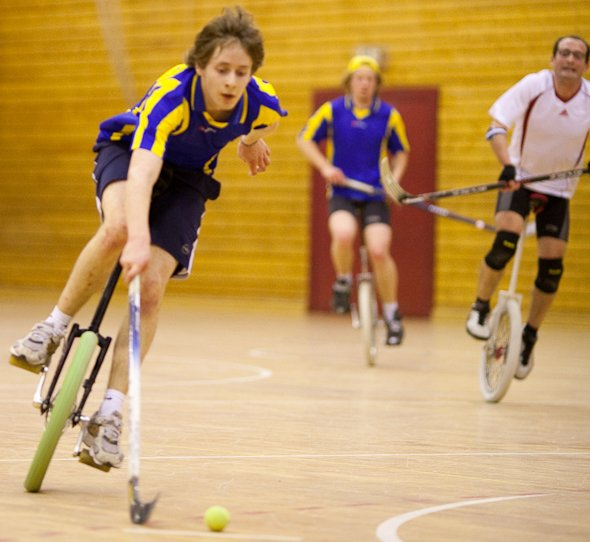
Spelare i tyska mästerskapen i enhjulingshockey 2009.

Enhjulingshockey är en typ av hockey där spelarna använder enhjulingar. Spelarna använder ishockeyklubbor för att slå in en tennis- eller streethockeyboll i ett mål. De är klädda i ganska lösa kläder.
Sporten är populärast i Tyskland, men har också spelats i Sverige.